# GPR77
GPR77, G protein-spregnuti receptor 77, ili C5a anafilatoksinski hemotaksni receptor C5L2, je protein koji je kod čoveka kodiran GPR77 genom.
Anafilatoksini C3a, C4a, i C5a su katjonski fragmenti formirani tokom kaskade komplementa koja učestvuje u odbrani domaćina. U slučaju neodgovarajuće aktivacije komplementa, anafilatoksini mogu da učestvuju u autoimunosti i sepsi. C5L2 je izražen zajedno sa  receptorom (C5R1), na polimorfonuklearnim neutrofilima i može da modulira C5AR aktivnost.

## Literatura
1. ↑  Lee DK, George SR, Cheng R, Nguyen T, Liu Y, Brown M, Lynch KR, O'Dowd BF (2001). „Identification of four novel human G protein-coupled receptors expressed in the brain”. Brain Res Mol Brain Res. 86 (1-2): 13—22. PMID 11165367. doi:10.1016/S0169-328X(00)00242-4.
2. 1 2  „Entrez Gene: GPR77 G protein-coupled receptor 77”.
3. ↑  Gerhard DS; Wagner L; Feingold EA;  . (2004). „The status, quality, and expansion of the NIH full-length cDNA project: the Mammalian Gene Collection (MGC).”. Genome Res. 14 (10B): 2121—7. PMC 528928 . PMID 15489334. doi:10.1101/gr.2596504.

## Dodatna literatura
- Ohno M; Hirata T; Enomoto M;  . (2000). „A putative chemoattractant receptor, C5L2, is expressed in granulocyte and immature dendritic cells, but not in mature dendritic cells.”. Mol. Immunol. 37 (8): 407—12. PMID 11090875. doi:10.1016/S0161-5890(00)00067-5.
- Cain SA, Monk PN (2002). „The orphan receptor C5L2 has high affinity binding sites for complement fragments C5a and C5a des-Arg(74).”. J. Biol. Chem. 277 (9): 7165—9. PMID 11773063. doi:10.1074/jbc.C100714200.
- Strausberg RL; Feingold EA; Grouse LH;  . (2003). „Generation and initial analysis of more than 15,000 full-length human and mouse cDNA sequences.”. Proc. Natl. Acad. Sci. U.S.A. 99 (26): 16899—903. PMC 139241 . PMID 12477932. doi:10.1073/pnas.242603899.
- Kalant D; Cain SA; Maslowska M;  . (2003). „The chemoattractant receptor-like protein C5L2 binds the C3a des-Arg77/acylation-stimulating protein.”. J. Biol. Chem. 278 (13): 11123—9. PMID 12540846. doi:10.1074/jbc.M206169200.
- Otto M; Hawlisch H; Monk PN;  . (2004). „C5a mutants are potent antagonists of the C5a receptor (CD88) and of C5L2: position 69 is the locus that determines agonism or antagonism.”. J. Biol. Chem. 279 (1): 142—51. PMID 14570896. doi:10.1074/jbc.M310078200.
- Huber-Lang M; Sarma JV; Rittirsch D;  . (2005). „Changes in the novel orphan, C5a receptor (C5L2), during experimental sepsis and sepsis in humans.”. J. Immunol. 174 (2): 1104—10. PMID 15634936.
- Kalant D; MacLaren R; Cui W;  . (2005). „C5L2 is a functional receptor for acylation-stimulating protein.”. J. Biol. Chem. 280 (25): 23936—44. PMID 15833747. doi:10.1074/jbc.M406921200.
- Johswich K; Martin M; Thalmann J;  . (2007). „Ligand specificity of the anaphylatoxin C5L2 receptor and its regulation on myeloid and epithelial cell lines.”. J. Biol. Chem. 281 (51): 39088—95. PMID 17068344. doi:10.1074/jbc.M609734200.
- Scola AM; Higginbottom A; Partridge LJ;  . (2007). „The role of the N-terminal domain of the complement fragment receptor C5L2 in ligand binding.”. J. Biol. Chem. 282 (6): 3664—71. PMC 2873560 . PMID 17158873. doi:10.1074/jbc.M609178200.

## Spoljašnje veze
- „Anaphylatoxin Receptors: C5L2”. IUPHAR Database of Receptors and Ion Channels. International Union of Basic and Clinical Pharmacology. Архивирано из оригинала 05. 03. 2012. г.